# Crespin, Aveyron

Crespin este o comună în departamentul Aveyron din sudul Franței. În 1 ianuarie 2022 avea o populație de 317 de locuitori.